# 이차 대사

스트렙토미세스속 세균에 의해 생성되는 중요한 항생물질인 스트렙토마이신의 구조

이차 대사(二次代謝, 영어: secondary metabolism)는 생태학적 상호작용에 관여하지만 생물체의 생존에 절대적으로 필요한 것은 아닌 물질대사의 경로 및 저분자 산물에 대한 용어이다. 특수 대사(特殊代謝, 영어: specialized metabolism)라고도 한다. 이들 분자는 때때로 식물의 젖관과 같은 특수 세포에 의해 생성된다. 2차 대사산물은 일반적으로 경쟁 및 포식과 같은 적대적 상호작용 뿐만 아니라 수분 및 자원 상호작용과 같은 우호적 상호작용을 매개한다. 2차 대사산물의 예로는 항생제, 색소 및 향 등이 있다. 2차 대사산물의 반대는 생물체의 정상적인 생장 또는 발달에 필수적인 것으로 간주되는 1차 대사산물이다.
2차 대사산물은 많은 미생물, 식물, 균류 및 동물에 의해 생성되며 일반적으로 화학적 방어가 물리적 회피보다 더 나은 선택이 되기도 하는 밀집된 서식지에 사는 생물에 의해 생성된다. 1차 대사 및 2차 대사의 대사 중간생성물 및 대사 경로가 종종 겹치기 때문에 1차 대사산물과 2차 대사산물을 구별하는 것은 매우 어렵다. 예를 들어 2차 대사산물인 스테롤이 있으며 동시에 세포 구조에 기반함을 나타낼 수 있다.

## 중요한 2차 대사산물
- 스트렙토마이신 및 페니실린과 같은 항생제
- 델피니딘과 같은 색소
- 이오논과 같은 향

## 같이 보기
- 식물화학
- 1차 대사
- 1차 대사산물
- 2차 대사산물